# 10 mai 1985
Le vendredi 10 mai 1985 est le 130e jour de l'année 1985.

## Naissances
- Abbas Hassan, footballeur suédois
- Adrien Deghelt, sprinter belge
- Chloe McCardel, nageuse australienne
- Diego Tardelli, joueur de football brésilien
- Edcarlos Conceição Santos, joueur de football brésilien
- Florian Morizot, coureur cycliste français
- Hichkas, musicien iranien
- Ilia Jiline, joueur russe de volley-ball
- Jeffrey Ntuka (mort le 21 janvier 2012), joueur de football sud-africain
- Jon Schofield, kayakiste britannique
- Luis Atilano, joueur de baseball portoricain
- M'Mah Soumah, judokate guinéenne
- Mamoudou Diallo, footballeur français
- Mauro Finetto, coureur cycliste italien
- Montserrat Torrent, actrice, danseuse, mannequin et animatrice de télévision chilienne
- Naoki Tsukahara, athlète japonais, spécialiste du sprint
- Odette Annable, actrice américaine
- Ryan Getzlaf, joueur de hockey sur glace canadien
- Solenne Païdassi, violoniste française
- Zanfina Ismajli, chanteuse kosovar

## Décès
- Abbie Cox (né le 19 juillet 1904), hockeyeuse canadienne
- Carl Hanser (né le 30 décembre 1901), éditeur allemand
- Tahar Ben Ammar (né le 25 novembre 1889), homme politique tunisien
- Toni Branca (né le 15 septembre 1916), pilote automobile
- Vassil Iontchev (né le 22 novembre 1916), illustrateur et typographe bulgare
- Yin Zizhong (né en 1903), musicien chinois

## Événements
- Publication de l'album 3 du groupe Indochine
- Sortie de la chanson Slave to Love du chanteur britannique Bryan Ferry